# Juan José Castillo Colindres
Juan José Castillo Colindres (Jalapa, 12 de octubre de 1981 es un futbolista guatemalteco que juega como delantero o mediapunta.
Actualmente juega para la Universidad SC de la Liga Nacional de Fútbol de Guatemala.